# Rothmannia kuchingensis
Rothmannia kuchingensis là một loài thực vật có hoa trong họ Thiến thảo. Loài này được (W.W.Sm.) K.M.Wong miêu tả khoa học đầu tiên năm 1987.